# Brisbane International 2019 - Qualificazioni singolare maschile
Le qualificazioni del singolare maschile del Brisbane International 2019 sono state un torneo di tennis preliminare per accedere alla fase finale della manifestazione. I vincitori dell'ultimo turno sono entrati di diritto nel tabellone principale. In caso di ritiro di uno o più giocatori aventi diritto a questi sono subentrati i lucky loser, ossia i giocatori che hanno perso nell'ultimo turno ma che avevano una classifica più alta rispetto agli altri partecipanti che avevano comunque perso nel turno finale.

## Teste di serie
1. Bradley Klahn (primo turno)
2. Tarō Daniel (ultimo turno, lucky loser)
3. Cristian Garín (ultimo turno)
4. Reilly Opelka (primo turno)

1. Ugo Humbert (primo turno)
2. Peter Polansky (primo turno)
3. Miomir Kecmanović (qualificato)
4. Bjorn Fratangelo (primo turno)

## Qualificati
1. Ugo Humbert
2. Miomir Kecmanović

1. Thanasi Kokkinakis
2. Yasutaka Uchiyama

## Tabellone qualificazioni

### Legenda
| - Q = Qualificato - WC = Wild card - LL = Lucky loser | - ALT = Alternate - SE = Special Exempt - PR = Protected Ranking | - w/o = Walkover - r = Ritirato - d = Squalificato |

### Sezione 1
|  | Primo turno | Primo turno         | Primo turno | Primo turno | Primo turno |  |  | Ultimo turno | Ultimo turno        | Ultimo turno        | Ultimo turno | Ultimo turno |  |
|  |             |                     |             |             |             |  |  |              |                     |                     |              |              |  |
|  | 1           | Bradley Klahn       | 6           | 4           | 6           |  |  |              |                     |                     |              |              |  |
|  |             | Christopher Eubanks | 3           | 6           | 7           |  |  |              | Christopher Eubanks | Christopher Eubanks | 2            | 3            |  |
|  | WC          | Blake Ellis         | Blake Ellis | 4           | 3           |  |  | 5            | Ugo Humbert         | Ugo Humbert         | 6            | 6            |  |
|  | 5           | Ugo Humbert         | Ugo Humbert | 6           | 6           |  |  |              |                     |                     |              |              |  |

### Sezione 2
|  | Primo turno | Primo turno        | Primo turno       | Primo turno | Primo turno |  |  | Ultimo turno | Ultimo turno      | Ultimo turno | Ultimo turno | Ultimo turno |  |
|  |             |                    |                   |             |             |  |  |              |                   |              |              |              |  |
|  | 2           | Tarō Daniel        | 3                 | 6           | 6           |  |  |              |                   |              |              |              |  |
|  |             | John-Patrick Smith | 6                 | 4           | 4           |  |  | 2            | Tarō Daniel       | 5            | 7            | 3            |  |
|  |             | Maverick Banes     | Maverick Banes    | 2           | 2           |  |  | 7            | Miomir Kecmanović | 7            | 69           | 6            |  |
|  | 7           | Miomir Kecmanović  | Miomir Kecmanović | 6           | 6           |  |  |              |                   |              |              |              |  |

### Sezione 3
|  | Primo turno | Primo turno           | Primo turno           | Primo turno | Primo turno |  |  | Ultimo turno | Ultimo turno       | Ultimo turno       | Ultimo turno | Ultimo turno |  |
|  |             |                       |                       |             |             |  |  |              |                    |                    |              |              |  |
|  | 3           | Cristian Garín        | Cristian Garín        | 6           | 6           |  |  |              |                    |                    |              |              |  |
|  | WC          | Christopher O'Connell | Christopher O'Connell | 4           | 4           |  |  | 3            | Cristian Garín     | Cristian Garín     | 2            | 4            |  |
|  |             | Thanasi Kokkinakis    | Thanasi Kokkinakis    | 6           | 6           |  |  |              | Thanasi Kokkinakis | Thanasi Kokkinakis | 6            | 6            |  |
|  | 6           | Peter Polansky        | Peter Polansky        | 3           | 4           |  |  |              |                    |                    |              |              |  |

### Sezione 4
|  | Primo turno | Primo turno       | Primo turno       | Primo turno | Primo turno |  |  | Ultimo turno | Ultimo turno      | Ultimo turno      | Ultimo turno | Ultimo turno |  |
|  |             |                   |                   |             |             |  |  |              |                   |                   |              |              |  |
|  | 4           | Reilly Opelka     | 3                 | 7           | 63          |  |  |              |                   |                   |              |              |  |
|  |             | Marc Polmans      | 6                 | 6(1)        | 7           |  |  |              | Marc Polmans      | Marc Polmans      | 2            | 2            |  |
|  |             | Yasutaka Uchiyama | Yasutaka Uchiyama | 7           | 6           |  |  |              | Yasutaka Uchiyama | Yasutaka Uchiyama | 6            | 6            |  |
|  | 8           | Bjorn Fratangelo  | Bjorn Fratangelo  | 65          | 4           |  |  |              |                   |                   |              |              |  |